# Ядрена силова установка
Ядрена силова установка (ЯСУ) е силова установка, работеща от енергията на верижна реакция на делението на атомното ядро. Състои се от ядрен реактор и паро- или газотурбинна установка, в която топлинната енергия, отделяща се в реактора, се преобразува в механична или електрическа енергия. КПД на най-добрите образци достига 40%.
Има основна сфера на използване във флота: както надводен, така и подводен. Но също може да се използва на автомобилно, железопътно, авиационно и космическо транспортно средство.
ЯСУ, спрямо останалите силови установки работещи с обикновено гориво, предоставя практически неограничена автономност на придвижване (далечина на плаване), и голяма мощност на двигателите: и като следствие, възможност продължително да се използва висока скорост на движение, да се транспортират по-тежки товари и способност да за работа в тежки условия (например: атомен ледоразбивач).

## История
В средата на XX век има много проекти за използването на атомната енергия за битови цели. Проекти за използването на ядрен реактор в транспортната промишленост основно разработват САЩ и СССР.
Например компанията Ford през 1958 г. създава концепта Ford Nucleon с ЯСУ.
В средата на 1950-те години в САЩ също се пише, че възможно, скоро ще бъде създаден атомна прахосмукачка.
Освен това в отбранителната промишленост на СССР и САЩ разработват: атомен танк, атомовоз, атомолет и ядрен ракетен двигател.
В СССР например вестник „Гудок“ през 1958 г. пише:
| „ | Разбира се, атомният локомотив ще бъде значително по-тяжък от обикновения със същата мощност. Но ако такъв локомотив се изпрати на отдалечена магистрала, например в Арктика, то той ще работи там, с прекъсвания, в течение на целия зимен сезон без допълнително снабдяване. Той лесно ще може да бъде превърнат в подвижна електростанция. Освен това той може да снабдява с енергия бани, перачници, парници. | “ |

Но нито един от тези проекти през XX век така и не е реализиран на практика.
В СССР, в края на 1950-те години, „Опитно-конструкторско бюро Архип Люлка“ съвместно с Курчатовския институт водят научноизследователски работи по създаването на ядрен авиационен двигател на основата на реактора на горещи неутрони МТ-35. Стендовите наземни изпитания се предполага да бъдат проведени в Московска област, в промишлената зона Тураево на стендовата база на ЦИАМ.
През 1950-те – 1970-те години в СССР са отделени много средства и ресурси за създаването на ядрен ракетен двигател за космическите ракети, който към 1981 г. практически е създаден, но последващото развитие на този проект е спряно.
Частичен успех са някои проекти по използването на ядрени реактори на космическите апарати.
Също, през 1960-те години, се водят работи по създаването на совалка с ядрена двигателна установка за осъществяване на полети между орбитите на Земята, Луната и Марс.
През XX век проекти по използването на ЯСУ успешно са реализирани само във водния транспорт и във военноморския флот като:
- Атомни ледоразбивачи;
- Атомни подводни лодки;
- Граждански и военни атомоходи.

## Съвременно използване на ЯСУ
В началото на XXI век много от проектите от средата на XX век по използването на ЯСУ са наново преосмислени и започват да се въплъщават с използването на съвременните технологии и с оглед получения положителен и отрицателен опит на миналото.
Залог за успех в реализацията на такива проекти се явява последващата миниатюризация на ядрените реактори в компактни мини АЕЦ, които да не се нуждаят от постоянно обслужване, които днес успешно се разработват в САЩ и Япония. Като пример може да се приведе реактора Rapid-L, разработван в Япония, теглото на който е 8 тона при височина 6 м и ширина 2 м.
Например в САЩ в ново въплъщение се възражда проекта за атомолет: през 2003 г. военно-изследователската лаборатория на ВВС на САЩ финансира разработката на атомен двигател за безпилотен самолет-разузнавач Global Hawk с цел да се увеличи продължителността на полета му до няколко месеца.
В Русия се възраждат проектите за ядрен ракетен двигател за усвояване на далечния космос и атомовоз в рамките на сътрудничеството на „Росатом“ и ОАО „Руски железници“.
В съвременните проект за водни и наземни транспортни средства с ЯСУ, най-често ЯСУ се използва като енергетична установка (мини-АЕЦ) изработваща електрически ток и захранваща електрически двигател на транспортно средство.
На такъв принцип днес се строят и проектират всички съвременни атомни ледоразбивачи, атомни подводни лодки, атомоходи и атомовози.
На 1 март 2018 г. Президента на Руската Федерация Владимир Путин съобщава за полетно-конструкторските изпитания на крилата ракета с малогабаритна ядрена енергоустановка. На 3 март 2018 г. информационното агентство ТАСС съобщава за завършването на изпитанията на малогабаритна ядрена енергетична установка, която може да се използва при производството на крилати ракети и подводни апарати.